# Rebutia vulpina

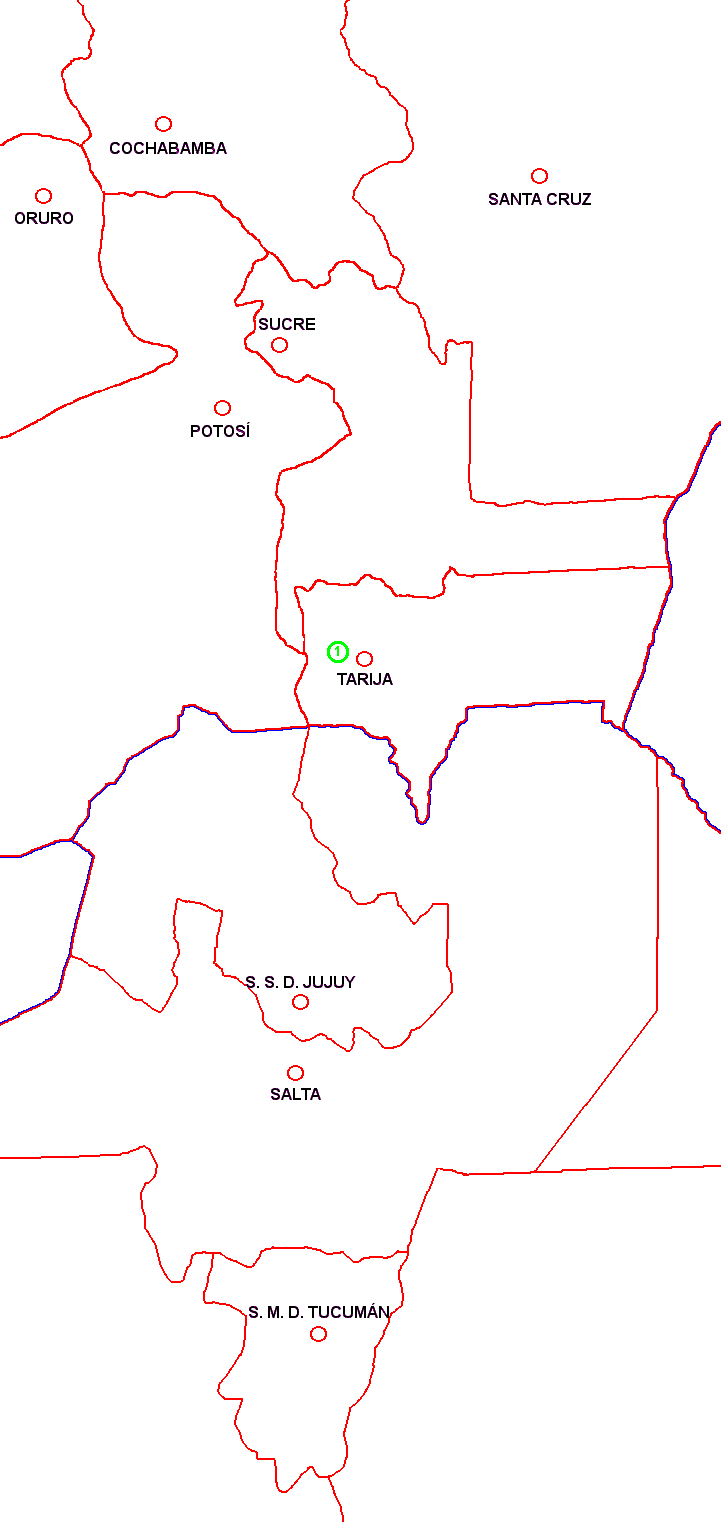
Mapa rozšíření R. vulpina

Rebutia vulpina je zajímavý druh rodu rebucie, jeden z bohatě kvetoucích zástupců sekce Aylostera, původně pocházející ze sběru F. Rittera, který byl později nalezen i dalšími sběrateli. Jméno se vztahuje k výrazně červenohnědému zabarvení trnů, vulpinus znamená liščí, ve vztahu k barvě rezavý, ryšavý.

## Rebutia vulpinaRitter
Ritter, Friedrich; Succulenta, 56: 66, 1977
Sekce Aylostera, řada Spegazziniana

### Popis
Stonek odnožující až trsovitý, jednotlivé stonky kulovité, 30 - 50 mm široké, později protáhlé až na dvojnásobek šířky, temeno poněkud prohloubené, řepovitý kořen nepatrný; pokožka zelená, na hrbolech fialově nabíhající. Žeber až 20, šikmo probíhající, rozdělená do okrouhlých, stejnoměrně rozložených, hrbolků, 1,5 - 2 mm vysokých, na bázi 2 - 4 mm širokých; areoly oválné, bíle plstnaté, 1 - 1,5 mm dlouhé, 3 - 4 mm navzájem vzdálené. Trny slabé jehlovité, trochu plstnaté; okrajových trnů 10 - 14, poněkud odstávající, přímé, nejslabší dole, 3 - 4 mm dlouhé, bílé, ostatní 4 - 15 mm dlouhé, červenohnědé nebo s červenohnědými konci, někdy až černohnědé, nejdelší a nejtmavší na horním konci areoly; středové trny těžko odlišitelné, 1 - 7, stejné jako horní okrajové trny.
Květy hluboko postranní, 25 - 30 mm dlouhé, široce kruhovitě otevřené, nevoňavé; květní lůžko kulovité, 2,5 mm široké, pokryté malými, asi 1 mm dlouhými šupinami s bílou vlnou a až několika světlými štětinami na areolu; květní trubka 8 - 10 mm dlouhá, dole 5 - 6 mm srostlá s čnělkou, volná část jen asi 4 mm dlouhá, nahoře 3 - 5 mm široká, uvnitř bledá, vně světle purpurová, holá; okvětní lístky intenzivně rumělkově, na konci více šarlatově červené, 16 - 20 mm dlouhé, 5 - 7 mm široké, podlouhlé, na konci zaokrouhlené; nitky bílé, 6 - 12 mm dlouhé, vyrůstající z celé volné části květní trubky, prašníky citrónově žluté; čnělka bělavá, se 3 - 4 nažloutlými, 1,5 - 2,5 mm dlouhými, rozevřenými rameny blizny v úrovni nejvyšších prašníků nebo poněkud nad nimi. Plod purpurový, kulovitý, asi 5 mm široké. Semena černá, asi 1,2 mm dlouhá a 1 mm široká, jemně hrbolatá.

### Variety a formy
Variety ani formy nebyly popsány, kromě typového sběru FR 939 byly jako R. vulpina označeny také sběry WR 860, WR 919 a KK 1978. Rozdíly mezi rostlinami z těchto sběrů nejsou podstatné, naznačují stejně jako uváděná místa nálezů, že se vztahují ke společné populaci. Nověji byl jako R. vulpina označen také sběr SE 70 a SE 213.

### Výskyt a rozšíření
Typová rostlina, podle které byla R. vulpina popsána, byla nalezena v Bolívii, západně od Tarija (departament Tarija, provincie Mendez). Ve své souhrnné práci k tomu F. Ritter doplnil „vysoké polohy“. V podstatě stejná je lokalizace u všech ostatních sběrů spojovaných se jménem R. vulpina, WR 860 Tarija, Cuesta de Sama, WR 919 Tarija, Abra de Sama, KK 1978 Tarija, Sama, 2800 m a SE 70 Tarija, Abra de Sama, 3950 m. U sběru SE 213 bylo jako místo nálezu uvedeno Tarija, východně od Paso Abra de Sama.
Podle údajů F. Rittera se R. vulpina na nalezišti vyskytuje společně s R. fusca, aniž by tam bylo možno nalézt vzájemné křížence. V. Šeda z oblasti Abra de Sama uvádí kromě R. vulpina (SE 70) ještě dalších 8 nálezů rebucií – R. mamillosa var. australis (SE 63), R. pygmaea var. iscayachensis (SE 64), R. pseudoritteri (SE 65), R. rubiginosa (?) (SE 66), R. spegazziniana (SE 67), R. spec. (SE 68), R. spec. (SE 69) a R. fusca (SE 71) na společném nalezišti se Sulcorebutia tarijensis (SE 72), některé nálezy přímo na společných stanovištích, jiné jen málo rozložené v závislosti na nadmořské výšce. R. vulpina SE 213 roste na nalezišti společně se Sulcorebutia tarijensis a Lobivia chrysochete var. tenuispina.